# اوبرسازن
اوبرسازن (به آلمانی: Übersaxen) یک منطقهٔ مسکونی در اتریش است که در ناحیه فلدکیرش واقع شده‌است. اوبرسازن ۵٫۷۶ کیلومتر مربع مساحت دارد ۸۹۹ متر بالاتر از سطح دریا واقع شده‌است.